# Kecamatan Pekalongan
Kecamatan Pekalongan är ett distrikt i Indonesien.   Det ligger i provinsen Lampung, i den västra delen av landet, 210 km nordväst om huvudstaden Jakarta.